# Allesjaure
Allesjaure är en sjö i Arjeplogs kommun i Lappland och ingår i Piteälvens huvudavrinningsområde. Sjön har en area på 0,992 kvadratkilometer och ligger 453 meter över havet. Sjön avvattnas av vattendraget Mattaureälven.

## Delavrinningsområde
Allesjaure ingår i det delavrinningsområde (735863-160164) som SMHI kallar för Utloppet av Allesjaure. Medelhöjden är 470 meter över havet och ytan är 3,98 kvadratkilometer. Räknas de 6 avrinningsområdena uppströms in blir den ackumulerade arean 61,68 kvadratkilometer. Mattaureälven som avvattnar avrinningsområdet har biflödesordning 2, vilket innebär att vattnet flödar genom totalt 2 vattendrag innan det når havet efter 222 kilometer. Avrinningsområdet består mestadels av skog (58 procent) och sankmarker (11 procent). Avrinningsområdet har 0,98 kvadratkilometer vattenytor vilket ger det en sjöprocent på 24,7 procent.